# Maja e Rops
Maja e Rops är en bergstopp i Kosovo. Den ligger i den västra delen av landet, 90 km väster om huvudstaden Priština. Toppen på Maja e Rops är 2 476 meter över havet, eller 287 meter över den omgivande terrängen. Bredden vid basen är 2,5 km.
Terrängen runt Maja e Rops är kuperad åt nordväst, men åt sydost är den bergig. Runt Maja e Rops är det ganska tätbefolkat, med 222 invånare per kvadratkilometer. Närmaste större samhälle är Deçan, 15,2 km öster om Maja e Rops. I omgivningarna runt Maja e Rops växer i huvudsak blandskog.